# فرودگاه دریاچه‌های گمتی/رآی
فرودگاه دریاچه‌های گمتی/رآی (به انگلیسی: Gamètì/Rae Lakes Airport) یک فرودگاه همگانی باربری با کد یاتا YRA است که یک باند فرود شن دارد و طول باند آن ۹۱۴ متر است. این فرودگاه در کشور کانادا قرار دارد و در ارتفاع ۲۲۰ متری از سطح دریا واقع شده‌است.

## شرکت‌های هواپیمایی و مقصدهای پروازی
| شرکت‌های هواپیمایی | مقصدهای پروازی |
| ----------------- | -------------- |
| Air Tindi         | یلونایف        |